# بيتر دويسبرغ
بيتر دويسبرغ (من مواليد 2 ديسمبر 1936) هو عالم أحياء جزيئية ألماني أمريكي وأستاذ البيولوجيا الجزيئية والخلوية في جامعة كاليفورنيا، بيركلي. اشتهر دويسبرغ بأبحاثه المبكرة في الجوانب الجينية للسرطان. يُعد دويسبرغ من دعاة إنكار متلازمة نقص المناعة المكتسبة، وهو الادعاء بأن فيروس نقص المناعة البشرية لا يسبب الإيدز.
تلقى دويسبرغ الإشادة في وقت مبكر من حياته المهنية للبحث في الجينات المسرطنة والسرطان. مع بيتر فوغكت، صرّح عام 1970 أن فيروس الطيور المسبب للسرطان يحتوي على مادة وراثية إضافية مقارنة بالفيروسات غير المسببة للسرطان، بافتراض أن هذه المادة تساهم في الإصابة بالسرطان. في سن السادسة والثلاثين، مُنح دويسبرغ منصبًا في جامعة كاليفورنيا، بيركلي، وفي سن التاسعة والأربعين، انتُخب في الأكاديمية الوطنية للعلوم. حصل على منحة الباحث المتميز من المعاهد الوطنية للصحة في عام 1986، ومن 1986 إلى 1987 كان باحثًا مقيمًا في فوغارتي في مختبرات المعاهد الوطنية للصحة في بيثيسدا بولاية ماريلاند.
اعتبر دويسبرغ منذ فترة طويلة مناقضًا من قبل زملائه العلميين، وقد بدأ يكتسب سمعة سيئة من خلال مقال نشر في مارس 1987 في أبحاث السرطان بعنوان الفيروسات القهقرية كمسببات للسرطان والأمراض: التوقعات والواقع. في هذا المقال والكتابات اللاحقة، اقترح دويسبرغ فرضيته القائلة بأن الإيدز ناتج عن الاستهلاك طويل الأمد للعقاقير الترويحية أو الأدوية المضادة للفيروسات القهقرية، وأن الفيروس القهقرى المعروف باسم فيروس نقص المناعة البشرية هو فيروس ركاب غير ضار. في المقابل، فإن الإجماع العلمي هو أن الإصابة بفيروس نقص المناعة البشرية تسبب الإيدز. نُظر إلى ادعاءات دويسبرغ المتعلقة بفيروس الإيدز ورفضها المجتمع العلمي على أنها خاطئة. أكدت مراجعات آرائه في مجلة ناتشر آند ساينس أنها كانت غير مقنعة وتستند إلى قراءة انتقائية للأدبيات، وأنه على الرغم من أن دويسبرغ كان له الحق في رأي مخالف، فإن فشله في مراجعة الأدلة التي تشير إلى أن فيروس نقص المناعة البشرية يسبب الإيدز يعني أن رأيه يفتقر إلى المصداقية.
نُظر إلى آراء دويسبرغ على أن لها تأثيرات رئيسية على سياسة جنوب إفريقيا لفيروس نقص المناعة البشرية/ الإيدز تحت إدارة ثابو مبيكي، التي تبنت إنكار الإيدز. شغل دويسبرغ منصبًا في لجنة استشارية لمبيكي عقدت في عام 2000. يُعتقد أن فشل إدارة مبيكي في توفير الأدوية المضادة للفيروسات القهقرية في الوقت المناسب، ويرجع ذلك جزئيًا إلى تأثير إنكار الإيدز، مسؤول عن مئات الآلاف من الوفيات الناجمة عن الإيدز وفيروس نقص المناعة البشرية التي يمكن الوقاية منها العدوى في جنوب إفريقيا. عارض دويسبرغ هذه النتائج في مقال في مجلة النظريات الطبية، لكن ناشر المجلة، إلسيفير، تراجع لاحقًا عن مقال دويسبرغ حول الدقة والمخاوف الأخلاقية بالإضافة إلى رفضه أثناء مراجعة الأقران. دفع الحادث عدة شكاوى إلى مؤسسة التي يعمل بها دويسبرغ، جامعة كاليفورنيا، بيركلي، والتي بدأت في تحقيق سوء سلوك في دويسبرغ في عام 2009. ألغي التحقيق في عام 2010، حيث وجد مسؤولو الجامعة أدلة غير كافية... لدعم توصية باتخاذ إجراء تأديبي.

## النشأة
نشأ دويسبرغ خلال الحرب العالمية الثانية، ونشأ ككاثوليكي في ألمانيا. انتقل إلى الولايات المتحدة عام 1964 ليعمل في جامعة كاليفورنيا، بيركلي، بعد حصوله على درجة الدكتوراه في الكيمياء من جامعة فرانكفورت.

## العمل

### السرطان
في السبعينيات من القرن الماضي، نال دويسبرغ شهرة دولية لعمله الرائد في مجال السرطان. تضمن عمل دويسبرغ المبكر على السرطان كونه أول من حدد الجين الورمي v-src من جينوم فيروس ساركوما روس، وهو فيروس دجاج يُعتقد أنه يحفز نمو الورم. يعارض دويسبرغ أهمية الجينات المسرطنة والفيروسات القهقرية في السرطان. وهو يدعم فرضية اختلال الصيغة الصبغية للسرطان التي اقترحها ثيودور هاينريش بوفيري لأول مرة في عام 1914.
يرفض دويسبرغ أهمية الطفرات والجينات الورمية ومضادات الأورام تمامًا. أفاد دويسبرغ مع باحثين آخرين، في بحث نُشر عام 1998 في مجلة وقائع الأكاديمية الوطنية للعلوم، بوجود ارتباط رياضي بين عدد الكروموسوم وعدم الاستقرار الجيني للخلايا السرطانية، والتي أطلقوا عليها اسم عامل بوليدي، ما يؤكد الأبحاث السابقة التي أجرتها مجموعات أخرى التي أظهرت ارتباطًا بين درجة اختلال الصيغة الصبغية والورم الخبيث.
على الرغم من عدم استعدادهم للاتفاق مع دويسبرغ في استبعاد دور الجينات السرطانية، إلا أن العديد من الباحثين يدعمون استكشاف الفرضيات البديلة. البحث والنقاش حول هذا الموضوع مستمر. في عام 2007، نشرت مجلة ساينتفيك أميركان مقالًا كتبه دويسبرغ حول نظريته الخاصة بالسرطان في اختلال الصيغة الصبغية. في مقال افتتاحي يشرح قرارهم بنشر هذا المقال، صرح محررو مجلة ساينتفيك أمريكان: وهكذا، على الرغم من خطأ ديوسبرغ بالتأكيد فيما يتعلق بفيروس نقص المناعة البشرية، فهناك على الأقل احتمال أن يكون محقًا بشكل كبير فيما يتعلق بالسرطان.

### الإيدز
في كتابه الصادر عام 1996 بعنوان اختراع فيروس الإيدز، الذي نشرته دار ريجيني، ناشر كتب محافظ سياسيًا ومقره في واشنطن، وفي العديد من المقالات الصحفية والرسائل الموجهة إلى المحرر، يؤكد دويسبرغ أن فيروس نقص المناعة البشرية غير ضار وأن استخدام العقاقير الترويحية والصيدلانية، وخاصةً عقار زيدوفودين (AZT، دواء يستخدم في علاج الإيدز) هي أسباب الإيدز خارج إفريقيا (ما يسمى بفرضية دويسبرغ). يعتبر أمراض الإيدز كعلامات لتعاطي المخدرات، على سبيل المثال، استخدام بوبرس (ألكيل نيتريت) بين بعض المثليين جنسيًا، مؤكدًا وجود علاقة بين الإيدز وتعاطي المخدرات الترويحي. دُحضت فرضية الارتباط هذه من خلال الأدلة التي تظهر أن عدوى فيروس العوز المناعي البشري فقط، وليس الشذوذ الجنسي أو استخدام العقاقير الترويحية/ الصيدلانية، هي التي تتنبأ بمن سيصاب بالإيدز.
يؤكد دويسبرغ أن تشخيص الإيدز في أفريقيا خطأ وأن الوباء خرافة، مدعيًا بشكل خاطئ أن المعايير التشخيصية للإيدز تختلف في إفريقيا عنها في أي مكان آخر، وأن انهيار جهاز المناعة لدى مرضى الإيدز الأفارقة يمكن تفسيره حصريًا بعوامل مثل مثل سوء التغذية ومياه الشرب الملوثة والأمراض المختلفة التي يفترض أنها شائعة بين مرضى الإيدز في إفريقيا. يجادل دويسبرغ أيضًا بأن الفيروسات القهقرية مثل فيروس نقص المناعة البشرية يجب أن تكون غير ضارة للبقاء على قيد الحياة، وأن الوضع الطبيعي لانتشار الفيروسات القهقرية هو انتقال العدوى من الأم إلى الطفل عن طريق العدوى في الرحم.